# Slowakische Squashnationalmannschaft
Die slowakische Squashnationalmannschaft ist die Gesamtheit der Kader des slowakischen Squashverbandes Slovenská squashová asociácia. In ihm finden sich slowakische Sportler wieder, die ihr Land sowohl in Einzel- als auch in Teamwettbewerben national und international im Squashsport repräsentieren.

## Historie
Die Slowakei nahm bei den Herren und auch Damen 2000 erstmals an einer Europameisterschaft teil und belegte den 19. Platz bei den Herren und den 18. Platz bei den Damen. 2001 nahm nur eine Damenmannschaft teil und erreichte Rang 15. 2002 wurde die Damenmannschaft 13., ein Jahr darauf belegte sie Rang 14. 2006 traten auch die Herren wieder an und die Mannschaften schlossen das Turnier auf Rang 19 bzw. 17 ab. 2007 wiederholten die Herren ihre Platzierung, während die Damen sich wieder auf Rang 15 verbesserten. Ein Jahr darauf gelang den Herren eine neue Bestmarke mit Rang 18, eine Damenmannschaft trat dagegen seit diesem Jahr nicht mehr an. Mit Rang 17 folgte bereits 2010 die nächste Bestmarke bei den Herren, die die Mannschaft in den folgenden drei Turnieren wiederholte. 2015 belegte die slowakische Mannschaft erstmals Rang 16. Ihr bis heute bestes Abschneiden gelang den Slowaken 2019 mit Rang 14. Beim European Nations Challenge Cup gewannen die Damen 2004 und die Herren 2005 den Titel.
An einer Weltmeisterschaft nahm die Slowakei bislang nicht teil.
Zahlreiche Einsätze bei den Turnieren verzeichneten bei den Herren unter anderem Peter Kviečinský, Marek Manik, Tomáš Tóth und Miroslav Celler sowie bei den Damen Linda Hrúziková und Andrea Malinová.